# Mana (серия игр)
Mana, известная также по японскому названию Seiken Densetsu (яп. 聖剣伝説 сэйкэн дэнсэцу, «Легенда о святом мече») — серия компьютерных ролевых игр компании Square Enix, созданная геймдизайнером Коити Исии. Началась в 1991 году как ответвление популярной серии Final Fantasy, но позже ушла от многих её элементов и выделилась в отдельную серию со своими характерными особенностями, в частности, жанр игр, по сравнению с «Последней фантазией», больше смещён в сторону экшн. События всех игр происходят в вымышленном мире под названием Мана, сюжеты так или иначе связаны с мировым древом и святым мечом, герои, как правило, борются со злодеями, пытающимися похитить силу этих волшебных объектов истории для последующего использования в корыстных целях, чаще для порабощения всего мира. В разных частях центральное место занимают разные персонажи, однако дизайны второстепенных героев и существ нередко повторяются, в играх встречаются одни и те же музыкальные темы.
Серия активно развивалась до 2003 года, включая на тот момент пять частей. В 2006-м было объявлено о возвращении к ней, в рамках кампании World of Mana в течение двух лет вышли ещё пять частей. Таким образом, по состоянию на 2008 год серия включала восемь игр для консолей, две — для мобильных телефонов, четыре адаптации в виде манги и один официальный роман. С тех пор информация о создании каких-либо новых частей не появлялась. Мнение критиков относительно разных частей серии сильно варьируется, так, Secret of Mana удостоилась крайне положительных отзывов и порталом IGN была поставлена на 78-е место в списке лучших игр всех времён, тогда как другие игры, преимущественно поздние, получили в основном отрицательные рецензии.

## Создание и концепция
Впервые торговая марка Seiken Densetsu была зарегистрирована в 1986 году, функционеры Square планировали использовать это название для японской версии игры The Emergence of Excalibur, разрабатываемой под руководством геймдизайнера Кадзухико Аоки для приставки Family Computer Disk System. Если верить первым рекламным роликам, игра должна была занимать целых пять дискет — это беспрецедентно большой объём для консолей того времени. Компания уже начала оформлять предзаказы, однако позже Каору Морияма, штатная переводчица Square, сообщила, что руководство пришло к решению отменить амбициозный проект ещё на ранней стадии создания. В октябре 1987 года игроки, сделавшие предварительный заказ, получили письма с информацией об отмене проекта и компенсацией отосланного аванса. Кроме всего прочего, письма призывали приобрести другую ролевую игру компании — Final Fantasy.
Разработчики вспомнили о зарегистрированной Seiken Densetsu лишь в 1991 году, решив отдать её под свой новый ролевой боевик для портативного устройства Game Boy, главным дизайнером которого выступил Коити Исии. Игра создавалась с рабочим названием Gemma Knights, но перед релизом была переименована в Seiken Densetsu: Final Fantasy Gaiden, североамериканская версия получила название Final Fantasy Adventure, тогда как европейская — Mystic Quest. Начиная с последовавшей Secret of Mana для приставки Super Famicom, Seiken Densetsu перестала быть обычным спин-оффом и заложила основу отдельной серии игр, в рамках которой с 1993 года по 2003-й появились четыре полноценные игры. К ним относятся также Seiken Densetsu 3, никогда не издававшаяся на северо-американском рынке из-за технических проблем, и Legend of Mana, которая изначально планировалась с трёхмерной графикой, но в конце концов всё-таки осталась спрайтовой, так как разработчики не смогли воплотить на приставке PlayStation задуманное Исии полное взаимодействие с окружающими объектами. В 2003 году ещё вышел полноценный ремейк Final Fantasy Adventure под названием Sword of Mana, данная игра, предназначенная для карманной платформы Game Boy Advance, была разработана с привлечением сторонней студии Brownie Brown.
После небольшого перерыва в 2005 году компания анонсировала компиляцию World of Mana, новую линейку игр на основе серии Mana, пообещав сделать новинки более разнообразными в плане жанра. Сам Коити Исии отмечал в интервью, что идея о возобновлении серии появилась ещё во время работы над многопользовательской Final Fantasy XI, но на тот момент он не знал, как реализовать в игре вынашиваемое «чувство соприкосновения» с окружающим миром. Решение проблемы пришло к нему на выставке Electronic Entertainment Expo 2003 года, когда он увидел в действии физический движок Half-Life 2 — Исии решил использовать подобные технологии в своём ролевом проекте. Будучи основанной на движке Havok, Dawn of Mana для PlayStation 2 стала первой полностью трёхмерной игрой серии. Одновременно с этим для Nintendo DS вышла Children of Mana, где акцент сделан в первую очередь на многопользовательский режим с возможностью коллективного прохождения. В 2006 году также появилась эксклюзивно японская Friends of Mana для мобильных телефонов и обсуждалась некая Seiken Densetsu для приставки Wii, хотя разработка этого ожидаемого фанатами проекта в итоге так и не началась. Последней представительницей серии стала Heroes of Mana 2007 года выпуска для Nintendo DS, отличающаяся непривычным жанром, который похож скорее на стратегию в реальном времени, нежели на ролевую игру. Новые игры не имели большого коммерческого успеха, и спустя месяц после релиза последней части World of Mana Коити Исии покинул Square Enix, основав собственную независимую студию по разработке игр под названием Grezzo. С тех пор информация о создании каких-либо новых частей не появлялась.
Концепция Mana родилась из желания Исии создать собственную вымышленную вселенную. Он не считает своё творение серией игр в обычном понимании этого термина, характеризуя его скорее как некий волшебный мир, исследуемый с помощью продуктов игровой индустрии. Работая над серией, геймдизайнер черпал вдохновение из абстрактных воспоминаний детства, из фильмов и фентэзийных книг, которые полюбил ещё ребёнком. Нельзя назвать какое-то одно художественное произведение, заложившее всю основу сеттинга, но в отдельных деталях отмечается влияние таких книг как «Муми-тролли» Туве Янссон, «Алиса в Стране чудес» Льюиса Кэрролла и «Властелин колец» Дж. Р. Р. Толкина. Некоторые части World of Mana определённым образом связаны друг с другом, тем не менее, в большинстве случаев игры не имеют между собой почти ничего общего. Известно, например, что события Dawn of Mana происходят за десять лет до начала истории Children of Mana, но какая-либо единая хронология, на которой можно было бы расположить все части, не существует. В позднем интервью Исии говорил, что действие игр происходит не совсем в одном и том же мире — сходства персонажей и элементов геймплея, наблюдаемые в различных проявлениях серии, являются альтернативными, переосмысленными вариациями друг друга. Связи между частями более абстрактны и, не имея отношения к сюжету, наблюдаются только на кармическом уровне.

## Общие элементы
Наиболее узнаваемым элементом серии является боевая система, позволяющая сражаться непрерывно в реальном времени. Её созданием занимался сам Коити Исии совместно с дизайнером Хиромити Танакой — с помощью нововведений разработчики пытались уйти от архаичных боевых систем ранних игр Final Fantasy. Выполненная с большим уклоном на экшн, она задумывалась системой, одинаково хорошо подходящей как новичкам, так и опытным игрокам. Важным дополнением к ней стало характерное кольцевое меню интерфейса, появившееся в Secret of Mana и Seiken Densetsu 3, а также в некоторых поздних частях. Каждое кольцо представляет собой набор иконок, каждая иконка соответствует определённому пункту меню, значение которого разъясняется расположенной выше информационной строкой. Пункты меню позволяют игроку использовать предметы, колдовать заклинания, просматривать статистику, изменять настройки и т. п. Навигация внутри меню осуществляется вращением кольца посредством нажатия кнопок «влево» и «вправо», тогда как переключение между кольцами, другими меню, контролируется кнопками «вверх» и «вниз». Разработанная той же компанией игра Secret of Evermore, хоть и не относится к серии, содержит точно такую же кольцевую систему.
Для серии характерно заимствование некоторых элементов дизайна Final Fantasy, в частности, в сеттинге Final Fantasy Adventure и Legend of Mana присутствуют ездовые птицы чокобо, в Secret of Mana встречаются муглы, в Seiken Densetsu 3 и Sword of Mana использованы те же статусные изменения. Во всех играх есть персонаж по имени Уоттс, гном-кузнец в рогатом шлеме, занимающийся усовершенствованием оружия героев. Почти в каждой части можно встретить антропоморфного кота-торговца — он обычно бродит за пределами населённых пунктов, позволяя игроку сохраниться и приобрести предметы по высоким ценам. В Secret of Mana его зовут Неко, в Legend of Mana и Sword of Mana — Никколо, тогда как в японских версиях имя остаётся неизменным — Никита.
Важное место в сюжетах игр занимают так называемые Древо маны и Меч маны, который в английской версии Final Fantasy Adventure зовётся Экскалибуром. Древо маны является источником всей магии мира, поддерживая в природе равновесие и гармонию, когда баланс нарушается, герои, как правило, используют для его восстановления Меч маны. В первой части говорится, что в случае смерти Древа один из членов Семьи маны станет «семенем» и даст жизнь новому Древу. Росток Древа зовётся «геммой», в то время как защитники Древа, обладающие Мечом маны, — рыцарями геммы. В Seiken Densetsu 3 богиня утверждает, что превратилась в Древо маны после того, как создала весь мир с помощью Меча маны. В ранних частях, таких как Final Fantasy Adventure и Secret of Mana, Древо подвергается уничтожению, но каждый раз персонаж становится новым Древом. Не менее важное место в сеттенге занимают элементали, называемые также духами маны, которые покровительствуют определённым стихиям и служат основой системы колдовства заклинаний. Всего существуют восемь разновидностей духов, каждый назван в честь мифологических существ и феноменов. В Secret of Mana и Seiken Densetsu 3 персонажи после встречи с этими существами получают соответствующие магические силы. Элементали Legend of Mana играют определённую роль при размещении локаций, множественные духи стихий присутствуют в Sword of Mana. Следуя сюжету Seiken Densetsu 3 и Heroes of Mana, на элементалей возложена обязанность защищать камни маны, в которых богиня маны запечатала восьмерых стихийных богозверей. В североамериканской версии Dawn of Mana каждый элементаль наделён характерным европейским акцентом, к примеру, испанским или шотландским.

Типичный рабит

Своеобразным талисманом серии выступают вымышленные существа рабиты (англ. Rabites), в японских версиях зовущиеся просто раби (яп. ラビ). Внешне похожи на кроликов, обладают длинными ушами и пушистым хвостом, но отличаются отсутствием лап и одним торчащим изо рта зубом. Они встречаются, чаще всего, в самом начале игры, как наипростейшие из противников, обычно имеют жёлтый окрас, но, бывает, попадаются розовые, сиреневые, чёрные и белые особи. Играют в сюжетах самые разные роли, нередко становятся боссами и вступают с героями в противостояние, в других случаях могут быть обычными дружелюбными персонажами, путешествуют по миру вместе с отрядом протагонистов. Рабиты также упоминаются в игре Final Fantasy X-2, где есть аксессуар с комичным названием «Rabite’s Foot», повышающий показатели удачи персонажей. В Final Fantasy Tactics Advance рабиты присутствуют в описании одной из миссий, которая призывает спасти этот вымирающий вид, резко сокращающийся из-за возросшего спроса на амулеты удачи. Рабиты регулярно фигурируют среди связанных с серий Mana товаров: их воплощают в виде плюшевых игрушек, продают диванные подушки с их изображением, зажигалки, коврики для мыши, ремни, телефонные карты, футболки и прочее.
Помимо рабитов в серии также регулярно фигурируют существа флэмми, своеобразные летающие драконы различных цветов. Их основное предназначение — транспортировать персонажей от одной локации игрового мира к другой. Например, в Secret of Mana и Seiken Densetsu 3 герои, усаживаясь им на спину, могут свободно летать по всей мировой карте и приземляться в любых желаемых местах. В Children of Mana игрок просто выбирает необходимый пункт назначения, и дракон перемещает его туда. По сюжету флэмми были созданы богами для участия в бесконечном цикле разрушений и перерождений мира.

## Музыкальное сопровождение
Написанием музыки для игр серии Mana в разное время занимались разные композиторы. Мелодии для Final Fantasy Adventure сочинил Кэндзи Ито, и это был второй в его карьере саундтрек после Final Fantasy Legend II. В работе он ориентировался прежде всего на концептуальные рисунки и опыт сотрудничества с Нобуо Уэмацу, отказываясь от своих личных жанровых предпочтений. Музыкальный ряд последовавших далее Secret of Mana и Seiken Densetsu 3 составил Хироки Кикута. Работая над сведением в полном одиночестве, композитор столкнулся с жёсткими техническими ограничениями консоли и проводил в студии по 24 часа в сутки. Ему хотелось воплотить в саундтреках два контрастирующих друг с другом стиля, которые одновременно отражали бы его внутренние переживания и драматизм сюжетов игр. Стремление к созданию иммерсивного объёмного звука привело к появлению уникального стиля, являющегося чем-то средним между обычным поп-звучанием и традиционной музыкой из компьютерных игр. Впоследствии в интервью Кикута называл Secret of Mana своей любимой работой, а в качестве источника вдохновения отмечал пейзажи дикой природы. В 1995 году он записал экспериментальный альбом Secret of Mana +, на котором представлена одна 50-минутная звуковая дорожка на основе тех же мелодий, но с изменёнными аранжировками.
Композиции для Legend of Mana сочинила Ёко Симомура, позже она говорила, что в этом проекте ей лучше всего по сравнению с другими удалось выразить свои собственные чувства. Начиная с саундтрека Sword of Mana серия снова обратилась к Кэндзи Ито, здесь он вновь выступил в роли главного композитора, затем его деятельность продолжилась в рамках Children of Mana — там он написал около трети всех мелодий, тогда как остальные выполнили Масахару Ивата и Такаюки Аихара. Также Ито был ведущим композитором Dawn of Mana, при этом ему помогали аранжировщики Цуёси Сэкито, Масаёси Сокэн и Дзюнъя Накано, а главную тему повествования написал японский кинокомпозитор Рюити Сакамото. На территории Северной Америки диск с музыкой из этой игры выходил под названием Breath of Mana и содержал лишь отдельные треки главного японского альбома, состоящего из четырёх компакт-дисков. Музыкальное сопровождение последней части Heroes of Mana принадлежит авторству вернувшейся Симомуры. В 2011 году к двадцатилетнему юбилею «Маны» компания ограниченным тиражом выпустила большой коллекционный набор Seiken Densetsu Music Complete Works, куда вошли двадцать дисков со всеми саундтреками серии.

## Печатные издания
Помимо игр Mana включает также несколько манга-адаптаций и романов. Первая появившаяся в серии манга была посвящена Legend of Mana, нарисованная художником Сиро Амано, она выпускалась японским издательством Enterbrain в период 2000—2002 годов — всего было выпущено пять полных томов. По сюжету главный персонаж игры становится здесь участником ряда комических ситуаций. После успеха в Японии в 2003 году права на публикацию этой манги на территории Германии приобрела немецкая компания Egmont Manga & Anime. Много литературы посвящено Sword of Mana, в 2004 году издавалась серия коротких комиксов Sword of Mana Yonkoma Manga Theatre, в создании которой принимали участие разные авторы. Это издание продавалось в комплекте с анкетой, заполнив её и отослав по указанному адресу, читатели могли получить иллюстрации с автографом Коити Исии и дизайнерские футболки. Позже вышла полноценная манга Sword of Mana, выполненная несколькими художниками под руководством Сиро Амано, а затем появилась новеллизация из двух томов, написанная Мацуи Оохамой. Последняя на данный момент манга, созданная мангакой Сацуки Ёсино и получившая название Seiken Densetsu: Princess of Mana, издавалась журналом Gangan Powered в 2007 году.

## Отзывы и критика
| Игра                    | Metacritic | Game Rankings |
| ----------------------- | ---------- | ------------- |
| Final Fantasy Adventure | —          | 87 %          |
| Secret of Mana          | —          | 86 %          |
| Legend of Mana          | —          | 73 %          |
| Sword of Mana           | 72 %       | 71 %          |
| Children of Mana        | 65 %       | 67 %          |
| Dawn of Mana            | 57 %       | 57 %          |
| Heroes of Mana          | 65 %       | 65 %          |

В целом серия оценивается критиками положительно, хотя разные игры удостоены разных отзывов, порой диаметрально противоположных. Так, сайт RPGFan назвал Final Fantasy Adventure в числе лучших вещей, которые когда-либо выходили для Game Boy, в то время как портал IGN счёл её лучшей игрой в данном жанре для данной платформы после знаменитой The Legend of Zelda: Link's Awakening. Редакция GameSpot причислила Secret of Mana к величайшим шедеврам Square 16-битной эпохи. Игра впоследствии появлялась во многих хит-парадах, в том числе попала в список ста величайших игр всех времён японского журнала Famitsu, неоднократно фигурировала в ежегодных списках ста лучших игр по версии IGN, появлялась в ретроспективном топе журнала Nintendo Power.
Если первые пять частей считаются классикой жанра, то последующие игры из компиляции World of Mana часто получали разгромные рецензии. Разработчиков, как правило, хвалили за смелость и желание привнести в серию какие-то новые элементы дизайна, но итоговый результат нередко подвергался резкой критике. Например, сайт 1UP.com отмечал по поводу Dawn of Mana, что её геймплей по качеству проработки далёк от ранних частей Mana. Если до появления World of Mana сайт RPGamer называл «Ману» великой сокровищницей, то затем говорил о ней как о «проклятой» серии с «туманным» будущим.
Представленная в играх музыка всегда оставалась на высоком уровне, получив массовое признание и высочайшие оценки обозревателей. Даже мелодии Final Fantasy Adventure несмотря на низкое, MIDI-подобное качество, сайтом RPGFan названы «захватывающими». Аудиоальбом с саундтреком Secret of Mana стал первым подобным релизом в США и был на удивление тепло принят западной аудиторией задолго до начала бума JRPG на Западе. Заглавная композиция оттуда «Angel’s Fear» порталом IGN поставлена на седьмое место в списке десяти лучших заглавных тем из ролевых игр и названа «волшебной мелодией, захватывающей наши сердца». Композиция очень известна в Японии, часто исполняется на живых выступлениях с присутствием симфонических оркестров, имеет множество ремиксов, как официальных, так и любительских. На сайте OverClocked ReMix, который собирает всевозможные фанатские переделки музыки из компьютерных игр, саундтрек Secret of Mana по количеству сделанных ремиксов занимает шестое место, тогда как Seiken Densetsu 3 — восемнадцатое. Редакция сайта GameSpy причислила музыку из Children of Mana к числу лучших музыкальных сопровождений в рамках платформы Nintendo DS. Поздние менее удачные части серии в какой-то степени спаслись от полного провала исключительно благодаря добротным саундтрекам, например, американский журнал Game Informer подверг резкой критике все аспекты Dawn of Mana, сделав исключение только лишь для музыки, отмечая, что она вопреки всему остальному получилась довольно неплохой.